# Eric Bergoust
Eric Bergoust (n. 27 august 1969, Missoula⁠(d), Montana, SUA) este un sportiv ce a reprezentat Statele Unite ale Americii, medaliat olimpic. A participat la 4 ediții ale Jocurilor Olimpice (1994, 1998, 2002, 2006) în care a câștigat o medalie de aur.